# Липском (Техас)
Липском (англ. Lipscomb) — город и статистически обособленная местность в США, расположенный в северной части штата Техас, административный центр одноимённого округа. По данным переписи за 2010 год число жителей составляло 37 человек, по оценке Бюро переписи США в 2016 году в городе проживало 32 человека.

## История
В 1886 году на месте нынешнего города были основаны магазин и почтовое отделение. Ожидалось, что через город пройдёт железная дорога Panhandle and Santa Fe Railway. Новый город был назван в честь юриста и судьи Абнера Липскома. Через год Липском был избран административным центром округа, опередив при голосовании города Доминион и Тимс-Сити. 
Железная дорога в итоге прошла южнее города и все попытки местных бизнесменов провести ветку в Липском оказались неудачными. В 1888 году рядом с Липскомом была обнаружена угольная жила, однако её толщина составила всего 5 дюймов (13 сантиметров) и попытка открыть шахту провалилась. К 1910 году в городе существовали несколько церквей, банк, аптека и ряд других заведений. В 1916 году было построено современное здание окружного суда, в городе работали две газеты, Panhandle Interstate и Lipscomb County Limelight. Однако, к 1980-му году в городе остались две организации и почта. Отсутствие крупных автомагистралей и железной дороги привело к тому, что в XXI веке число жителей радикально сократилось

## География
Липском находится в центральной части округа, его координаты: 36°13′17″ с. ш. 100°15′43″ з. д..
Согласно данным бюро переписи США, площадь города составляет около 9,7 км2, полностью занятых сушей.

### Климат
Согласно классификации климатов Кёппена, в Липскоме преобладает семиаридный климат умеренных широт (BSk).
| Показатель                    | Янв.  | Фев.  | Март  | Апр. | Май  | Июнь | Июль | Авг. | Сен. | Окт.  | Нояб. | Дек.  | Год   |
| ----------------------------- | ----- | ----- | ----- | ---- | ---- | ---- | ---- | ---- | ---- | ----- | ----- | ----- | ----- |
| Абсолютный максимум, °C       | 28,9  | 31,1  | 35    | 37,8 | 40,6 | 45   | 45,6 | 43,3 | 42,2 | 37,8  | 32,2  | 26,1  | 45,6  |
| Средний суточный максимум, °C | 9,1   | 11,4  | 16,6  | 21,9 | 26,5 | 31,6 | 34,8 | 33,9 | 29,2 | 23,1  | 15,6  | 9,8   | 21,9  |
| Средняя температура, °C       | 0,6   | 2,8   | 7,8   | 13,2 | 18,6 | 23,9 | 26,8 | 25,9 | 21   | 14,2  | 7     | 1,5   | 13,6  |
| Средний суточный минимум, °C  | −7,9  | −5,8  | −1    | 4,6  | 10,6 | 16,2 | 18,8 | 17,9 | 12,8 | 5,4   | −1,6  | −6,9  | 5,3   |
| Абсолютный минимум, °C        | −27,8 | −23,9 | −18,9 | −10  | −1,7 | 4,4  | 7,2  | 6,7  | −2,8 | −12,2 | −17,2 | −26,7 | −27,8 |
| Норма осадков, мм             | 12    | 20    | 37    | 40   | 92   | 85   | 65   | 66   | 45   | 39    | 23    | 17    | 540   |
| Источник: weatherbase.com     |       |       |       |      |      |      |      |      |      |       |       |       |       |

## Население
Согласно переписи населения 2010 года в городе проживало 37 человек, было 20 домохозяйств и 11 семей. Расовый состав города: 97,3 % — белые, 0,0 % — афроамериканцы, 2,7 % — коренные жители США, 0,0 % — азиаты, 0,0 % (2 человека) — жители Гавайев или Океании, 0,0 % — другие расы, 0,0 % — две и более расы. Число испаноязычных жителей любых рас составило 2,7 %.
Из 20 домохозяйств, в 5 % живут дети младше 18 лет. 55 % домохозяйств представляли собой совместно проживающие супружеские пары (5 % с детьми младше 18 лет), 45 % домохозяйств не являлись семьями. В 45 % домохозяйств проживал только один человек, 40 % составляли одинокие пожилые люди (старше 65 лет). Средний размер домохозяйства составлял 1,65 человека. Средний размер семьи — 2,18 человека.
Население города по возрастному диапазону распределилось следующим образом: 5,4 % — жители младше 20 лет, 8,1 % находятся в возрасте от 20 до 39, 43,2 % — от 40 до 64, 43,2 % — 65 лет и старше. Средний возраст составляет 60,8 года.
Согласно данным опросов пяти лет с 2012 по 2016 годы, средний доход домохозяйства в Липскоме составляет 72 917 долларов США в год, средний доход семьи — 61 250 долларов. Доход на душу населения в городе составляет 35 253 долларов. Все население города находится выше черты бедности.

## Инфраструктура и транспорт
Основной автомагистралью, проходящей через Липском, является автомагистраль 305 штата Техас, которая идёт с юга от автомагистрали 60 США на север к автомагистрали 15 штата Техас.
Ближайшим аэропортом, выполняющим коммерческие рейсы, является аэропорт Либерал—Мид-Америка в городе Либерал, штат Канзас. Аэропорт находится примерно в 145 километрах к северо-западу от Липскома.

## Образование
Город обслуживается независимым школьным округом Хиггинс.